# Титаноиды
Титаноиды (лат. Titanoides) — вымерший род млекопитающих подотряда пантодонтов. Длина взрослого животного составляла около 1,5 метров и весил около 90—135 кг.
Его конечности были короткими и массивными, как у медведя, которого он напоминал своим телосложением. Размер некоторых особей был сопоставим с размером носорога. Несмотря на наличие крупных клыков, титаноиды питались плодами и листьями. На их конечностях было по пять когтистых пальцев.
Титаноид был крупнейшим животным из населявших Северную Дакоту около 60 млн лет назад, когда территория этого штата представляла собой субтропическую болотистую местность. Основными хищниками того времени были крокодилы, и возможно, титаноид часто становился их жертвой.